# Рябчик
Ря́бчик (лат. Tetrastes bonasia) — птица из рода рябчиков, трибы тетеревиных, семейства фазановых отряда курообразных. Широко распространённый вид, обитающий практически повсеместно в лесной и таёжной зоне Евразии, от Западной Европы до Кореи. Рябчик — самый мелкий представитель тетеревиных. Масса тела даже самых крупных особей редко превышает 500 граммов. В лесу его сложно спутать с другими тетеревиными птицами, от которых он отличается не только небольшой величиной, но и достаточно узнаваемым окрасом. Несмотря на пёстрое, «рябое» оперение (от которого птица и получила своё русское название), уже с небольшого расстояния рябчик кажется однотонным, серо-рыжеватым. Половой диморфизм у рябчика выражен значительно слабее, чем у других тетеревиных — единственным заметным отличием самца от самки является чёрное оперение на горле. Кроме того, в отличие от других тетеревиных, рябчик — моногамная птица.
Образ жизни рябчика изучен достаточно полно. Это оседлая птица, не совершающая дальних миграций. Рябчик, как и все тетеревиные, в основном растительнояден, хотя летом в его рационе животные корма занимают значительное место; птенцы же кормятся в основном насекомыми. Зимой рябчик вынужден довольствоваться грубым и малопитательным растительным кормом. При наличии снежного покрова рябчик зимой зарывается в снег, проводя в нём ночь и наиболее холодные часы дня. Это также даёт некоторую защиту от хищников, от которых рябчик сильно страдает как зимой, так и летом.
Несмотря на сокращение мирового поголовья и периодическое падение численности отдельных популяций, рябчик по-прежнему многочислен и находится вне угрозы вымирания. Бо́льшая часть мирового поголовья рябчиков, насчитывающего до 20 млн птиц, приходится на Россию. Выделяют чаще всего 11 подвидов рябчика, которые довольно слабо отличаются от номинативного.
Рябчик — одна из наиболее известных лесных птиц Европы. В первую очередь он имеет значение как важная охотничья птица с деликатесным мясом. В прошлом во многих странах практиковался лов рябчика в промышленном масштабе, причём из Российской империи и СССР до 1970-х годов ежегодно экспортировали сотни тысяч тушек рябчика. В настоящее время рябчик сохраняет значение как популярный объект спортивной охоты.

## Систематика и этимология названия

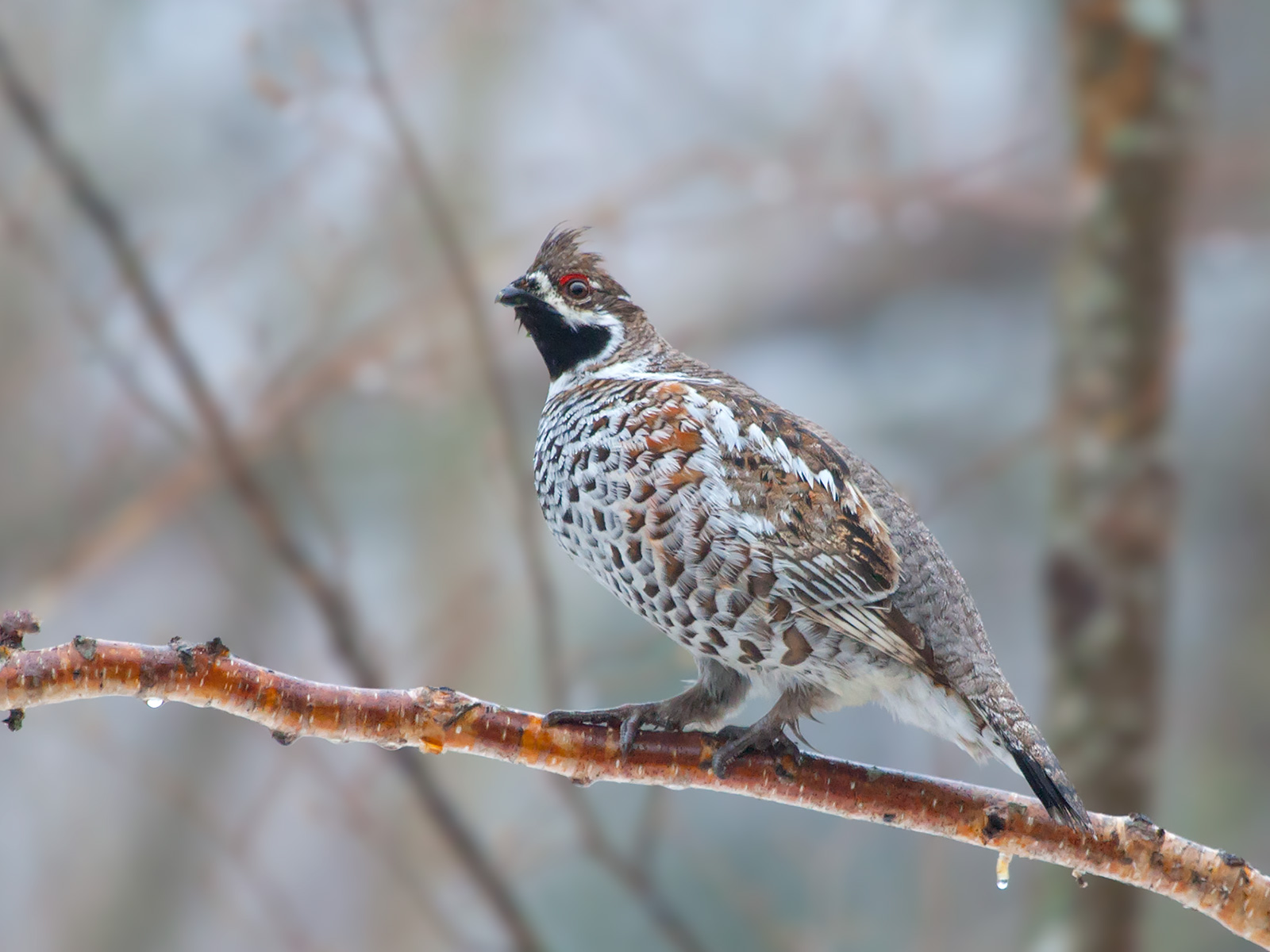
Самец рябчика

Рябчик вместе с рябчиком Северцова (Tetrastes sewerzowi Przewalski, 1876) выделяется в отдельный род Tetrastes в составе трибы тетеревиных (Tetraonini) подсемейства фазанов (Phasianinae).
Международный союз орнитологов применяет по отношению к рябчику латинское биноминальное название Tetrastes bonasia. В качестве равноправного синонима употребляется родовое название Bonasa, под которым рябчик значится в Международной Красной книге. В старых источниках (начала и первой половины XX века) рябчик причислялся к тому же роду, к которому причислялись тогда тетерев и глухарь — Tetrao. В советской литературе 1960-x — 1970-х годов название Tetrastes bonasia было превалирующим. Правомерность использования такого наименования подтверждают и новейшие молекулярно-генетические исследования, которые свидетельствуют в пользу того, что группа, содержащая Tetrastes и воротничкового рябчика (Bonasa umbellus Linnaeus, 1766), была бы парафилетической.
Научное название Tetrastes является производным от др.-греч. τέτραξ — так в произведениях Аристофана, Афинея и Эпихарма называли некую съедобную промысловую птицу. Альтернативное родовое название Bonasa заимствовано из оригинального названия птицы на итальянском языке. Родовое название Bonasa, изначально присвоенное лишь воротничковому рябчику, происходит от латинского слова bonasus, которым именовали косматого быка, обитавшего в Пеонии и Македонии. Таким образом автор указал на характерный воротник и брачные позы этой птицы. Русское название птицы, однокоренное со словами рябь, рябой и рябина, происходит от праславянского *erębъ — «пёстрый». В ряде славянских языков его название восходит к тому же корню (укр. орябок, чеш. jeřábek lesní, бел. рабчык, пол. jarząbek, словац. jariabok hôrny).

## Описание

### Размеры
Рябчик — самый мелкий представитель семейства тетеревиных, намного мельче тетерева. Длина взрослой птицы с хвостом — 35—37 см, размах крыльев — 48—54 см. Вес самцов варьирует в пределах 327—580 г, самок — 305,5—560 г. Масса тела заметно колеблется по сезонам, достигая максимума в конце осени и начале зимы. Тем не менее, откормленные крупные самцы с массой 500 г и более встречаются достаточно редко. За холодный сезон рябчики сильно худеют и в апреле — мае бывают значительно легче, чем осенью.

### Внешний вид

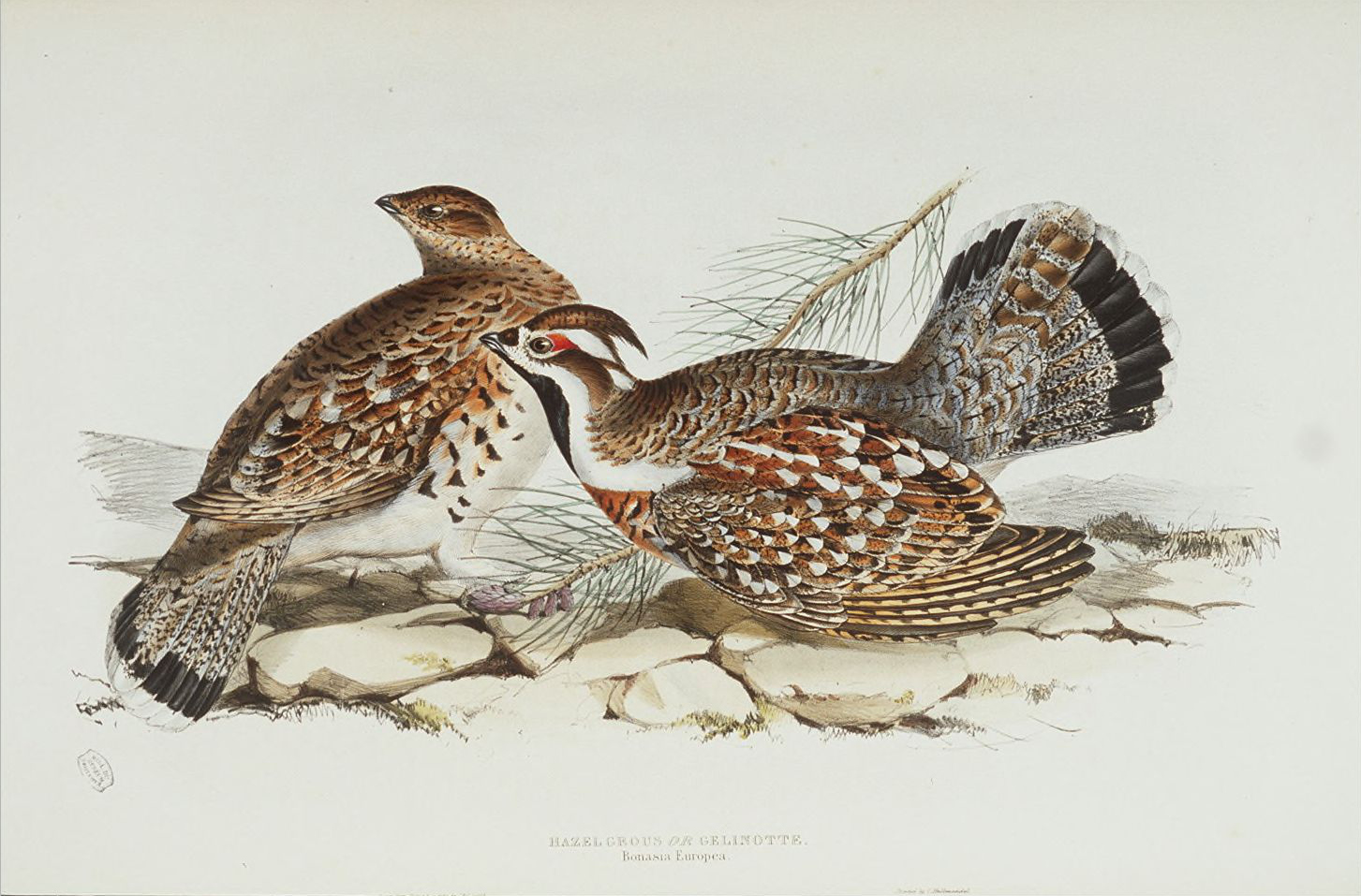
Самец (справа) и самка рябчика. Иллюстрация из атласа Джона Гульда «Птицы Европы» (1832—1837)

Небольшая, размером с галку, пухлая птица с непропорционально маленькой головой и коротким клювом. Большую часть времени проводит на земле, где ведёт скрытный образ жизни. При приближении человека убегает либо затаивается. Застигнутый врасплох, улетает на 40—80 м и садится на ветку хвойного дерева поближе к стволу на высоте не менее 5—7 м, пытаясь слиться с ним.
Общая окраска оперения рябчика пёстрая — птица покрыта чёрными, рыжими, бурыми и белыми пятнами и полосами, которые, однако, не создают впечатления резкого контраста цветов; напротив, рябчик с некоторого расстояния кажется равномерного дымчато-серого тона (иногда с рыжим оттенком). Вокруг глаза — хорошо заметное ярко-красное кольцо; глаза чёрные. Клюв также чёрный, ноги тёмно-серые. У летящей птицы бывает заметна тёмная полоса у основания хвоста. Благодаря характерному окрасу, а также небольшой величине рябчик хорошо отличим от другой боровой дичи. Лишь на Дальнем Востоке его можно спутать с такой же небольшой дикушей, которая тем не менее отличается более светлым оперением и отсутствием тёмной полосы на груди.

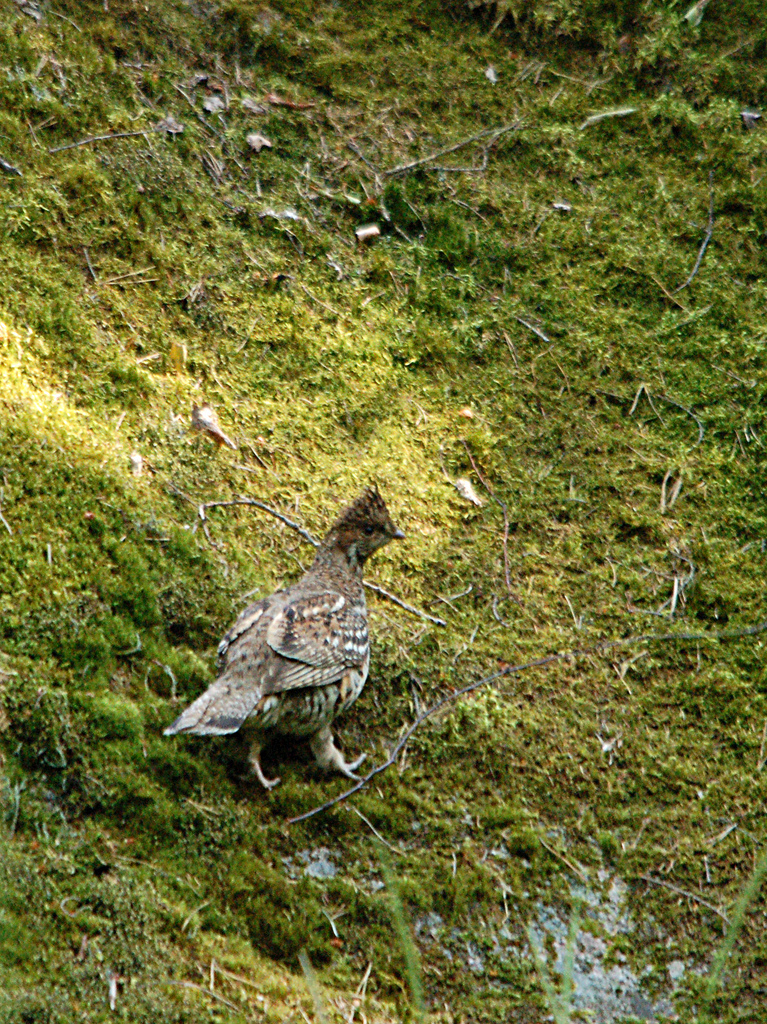
Самец в естественных условиях

Для самца характерно чёрное пятно на горле и хорошо выраженный хохолок. Различия в окраске оперения у самца и самки незначительны, однако у самца горло и низ головы чёрные, а у самки серые или грязно-белые. У самки также менее развит хохолок на голове, а красное кольцо вокруг глаза несколько бледнее. Самка, кроме того, чуть меньше самца. Но в целом эти признаки заметны лишь при рассматривании убитой или пойманной птицы, в природе же самца от самки почти невозможно отличить даже вблизи. Осенью и зимой рябчик кажется светлее и серее, чем в другое время, из-за более широких вершинных каёмок перьев зимнего наряда.
Клюв, как и у всех тетеревиных, сравнительно короткий, но сильный, слегка изогнутый. Длина клюва рябчика в среднем 10,4 мм. Край клюва весьма острый, что помогает птицам срывать грубые побеги и веточки. Следы рябчика похожи на следы глухаря и тетерева, но значительно меньше. Они четырёхпалые — три пальца веерообразно направлены вперёд, один строго назад. Размер отпечатка без заднего пальца — 4,6×5 см. Длина шага рябчика в зависимости от скорости передвижения птицы варьирует в среднем от 9 до 13 см.
Известный русский писатель, страстный охотник и знаток птиц С. Т. Аксаков отмечал:
Рябчика во многих местах называют рябцом; имена эти он вполне заслуживает: он весь рябой, весь пёстрый. Величиною рябчик, самый старый, немного больше русского голубя, но будет несколько покруглее и помясистее. Склад его совершенно тетеревиный.
Помёт рябчика схож с помётом тетерева, только значительно меньше по размеру. Он имеет вид «колбасок» примерно 4,5×0,6 см, желтоватого цвета; конец «колбасок» всегда белый. Зимой он окрашен в жёлтый цвет, если птица кормится на берёзе, или в ржавый, если она кормится ольховыми серёжками и ветвями. Интересно, что рябчик практически никогда не имеет слоя подкожного жира, характерного для большинства птиц в холодное время года. Жир накапливают лишь рябчики в ряде районов Сибири с очень холодным климатом, но в Средней полосе России слой жира у рябчика ни разу не отмечался исследователями.

### Голос
Это довольно молчаливая птица. Основной голосовой сигнал — протяжный и очень тонкий свист, сравнимый лишь с пением пеночки-зарнички, желтоголового королька и обыкновенного ремеза. Этот свист, состоящий из двух длинных и нескольких коротких звуков, при тихой погоде можно услышать на расстоянии до 100 м. Характер звукового рисунка несколько отличается у полов, у самца его передают как «фииить, фюиииить, фюИть-ти-ти-те-тю». Исполняя песню, самец запрокидывает голову на спину и широко раскрывает клюв. Пение самки более короткое и простое.
Оба пола проявляют голосовую активность во время брачного сезона, а также осенью. Последнее связывают с перераспределением старых пар и образованием новых, однако при этом на манок откликаются лишь самцы. Иногда свист рябчика можно услышать и зимой во время оттепели. При общении птицы также перекликаются с помощью свиста, во время тревоги издают булькающую трельку. Подобную трель, только более длинную — «пиририририри», издаёт самка, предупреждая выводок об опасности. Помимо голосового сигнала, токующий самец на взлёте может издавать хлопок крыльями, более громкий чем обычно. В отдельных случаях следует быстрая серия таких хлопков, внешне напоминающая барабанную дробь дятла.
Обычно свист самцов имеет индивидуальные особенности (в основном в ритмике), при этом птица может от раза к разу свистеть несколько различно. Изучение записей свиста самцов из различных районов ареала продемонстрировало существенные различия в манере исполнения, которые, например, у рябчиков из Франции, скорее свойственны всей местной популяции. Свист рябчика сопровождается резким, но тихим шелестящим звуком, слышным только на самом близком расстоянии. Свистящий рябчик сидит на ветке или стоит неподвижно на земле, глубоко втянув шею и открыв клюв. Свист самки по тембру похож на свист самца, но трель самки значительно короче и проще. Вспугнутая птица издаёт короткую трель, напоминающую бульканье.

## Распространение

### Ареал
Рябчик — обитатель зоны бореальных лесов Евразии. Историческая область распространения простирается от Западной Европы к востоку до Колымского хребта, северной Японии и Корейского полуострова. Однако в Западной и Центральной Европе рябчик уже в XIX веке исчез из большинства мест обитания, сохранившись в виде отдельных популяций в некоторых горных районах, хотя в Пиренеях он также отсутствует уже много десятилетий. В более позднее время он исчез во многих местах Китая и Монголии из-за сведения лесов. В 1970-х годах сильная депопуляция рябчика произошла в Японии — его численность там снизилась в несколько раз по невыясненным до конца причинам.
В настоящее время наиболее западные гнездовые участки отмечены в восточной Франции и Бельгии (Арденнские горы). Юго-Восточная периферия ареала находится в районах Алтая, Хангая, Хэнтэя, Большого Хингана и средней части Корейского полуострова. За пределами материка птица встречается на островах Сахалин и Хоккайдо. Северная граница ареала рябчика местами переходит полярный круг. По крайней мере, в Скандинавии и на Кольском полуострове он встречается до 69° с. ш., на Урале — до 67°, на Колыме — до 68°30′. Фактически северной границей его ареала повсеместно является граница распространения леса. На юге рябчик также распространён преимущественно до границы лесной зоны, хотя иногда проникает в лесостепь, обитая там в крупных лесных массивах, однако отсутствует в изолированных лесах Кавказа, Тянь-Шаня и Камчатки.
Общая численность рябчиков имеет тенденцию к снижению ввиду общего усиления антропогенного давления на дикую природу, поэтому в большинстве густонаселённых районов ареал сильно разорван. Тем не менее в настоящее время, несмотря на общее сокращение численности, граница ареала в целом осталась без изменений и рябчик продолжает населять бо́льшую часть своего исторического ареала.

### Места обитания
Рябчик — птица исключительно лесная. Он никогда не встречается в поле, на болоте и горной тундре. Избегает разреженных лесных массивов с доминированием какой-либо одной культуры, такие как сосновые или лиственничные боры, а также лесопарки. В преимущественно сосновых насаждениях селится лишь в южной части ареала, где хорошо развит густой папоротниковый подлесок. Рябчик не держится даже у края леса, избегая подходить к опушке ближе чем на 200—300 м.
Типичный биотоп рябчика — смешанный лес с пересечённым рельефом, сетью ручьёв, оврагов, наличием полян. Участки леса с обилием валежника, густого сомкнутого ельника и вкраплёнными в него берёзами и осинами служат идеальными защитными и кормовыми условиями для существования рябчиков. Чаще всего такие участки встречаются в междуречьях и слегка заболоченных, низменных местах. В таких угодьях всегда наблюдается повышенная концентрация рябчиков. Чистых берёзовых и ольховых насаждений рябчики избегают, несмотря на то, что эти породы деревьев обеспечивают им основной корм в зимний период. При этом рябчик предпочитает держаться там, где есть ельники, что давало некоторым учёным даже повод считать, что наличие ели является обязательным условием для обитания этой птицы. Однако ель имеет для рябчика значение лишь как хорошее укрытие, и в местах, где она не растёт, рябчик всё равно встречается. В чистом сосновом бору рябчик не живёт, за исключением тех случаев, когда имеются в изобилии заросли папоротников, в которых птица находит убежище. Рябчик избегает полян с высокой и густой травой. Он охотно держится у лесных дорог, поросших по обочине съедобными растениями, с постоянным наличием воды в колеях и россыпями камешков.

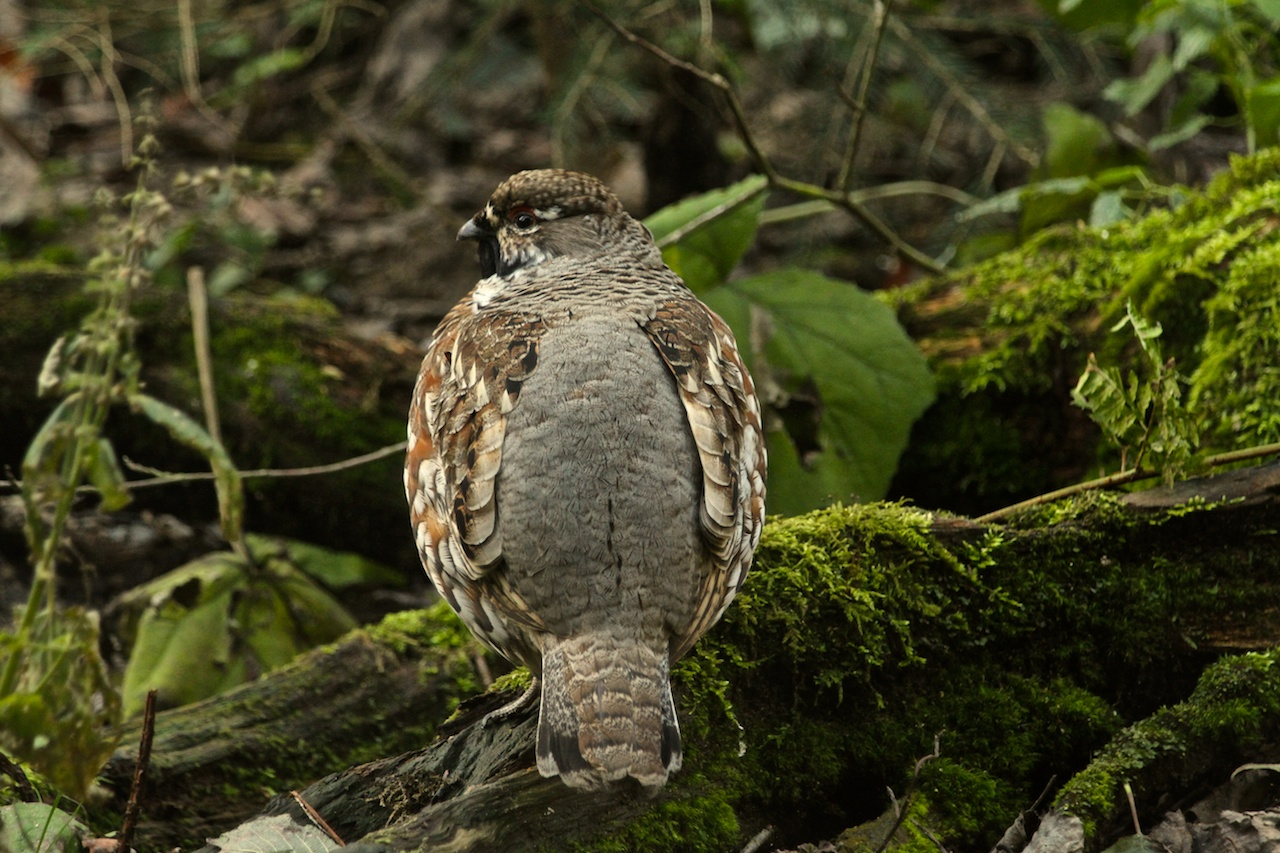
Рябчик в типичном биотопе (Бавария)

В прошлом, когда рябчик был многочисленнее, плотность его поголовья в лесной зоне была очень высока. Так, по данным, приводимым в литературе начала 1950-х годов, на Европейском Севере СССР в припечорских лесах на площади в 1 км² насчитывали от 17 до 37 птиц, в Горьковской области в отдельных местах — до 75—100 рябчиков на 1 км².

## Подвиды, помеси
В целом рябчик на всём протяжении своего ареала весьма мало изменчив. Специальные исследования позволили выделить 11 подвидов, определяемых по незначительным деталям окраски и реже некоторым различиям в размере:
1. Tetrastes bonasia bonasia (Linnaeus, 1758), типовой (номинативный) подвид. Окраска самцов отличается лёгким рыжеватым налётом на верхней стороне тела, наиболее выраженным у юго-западных популяций. Белые поля на вершинах наружных опахал плечевых перьев образуют прерывистую светлую полосу. Этот подвид свойственен ряду западных районов России, обитает в Скандинавии, Финляндии и северной Прибалтике.
2. T. b. rhenanus (Kleinschmidt, 1917). Общая окраска верха тела самцов красновато-коричневая с резко выраженным поперечно-полосатым рисунком. В окраске нижней стороны тела преобладает белый цвет, окраска груди ржаво-жёлтая. Это исключительно европейский подвид. Ареал: северо-запад Европы и часть Центральной Европы (в основном Германия и Австрия).
3. T. b. styriacus (Jordans et Schiebel, 1944). Крупный подвид с хорошо выраженной рыжей окраской верха тела и зоба. Свойственен Альпам и Карпатам.
4. T. b. schiebeli (Kleinschmidt, 1941). Самый крупный подвид рябчика. По окраске верхней части тела самцов сходен с T. b. rhenanus, хотя ржаво-красноватый оттенок у него менее интенсивен. Окраска нижней стороны отличается резким крупным рисунком из тёмно-бурых пятен. Окраска груди ржаво-жёлтая. Обитает на Балканах, в горных лесах. На севере граничит с предыдущим подвидом, причём граница между их ареалами хорошо выражена (горы Караванке).
5. T. b. rupestris (Brehm, 1831). Окраска верхней части тела самцов в основном коричневая, тёмный рисунок на брюхе развит слабее, чем у типового подвида, и имеет больше белого цвета. На груди и боках преобладает ржаво-коричневый цвет. Это тоже центральноевропейский подвид; его ареал — юго-западная Германия, долина верхнего Рейна, на юг простирается до южного подножья Шварцвальда и далее по долине Дуная до Пассау. С. А. Бутурлин — известный зоолог, описавший два подвида рябчика

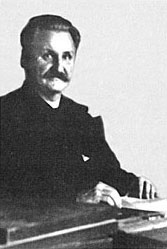
С. А. Бутурлин — известный зоолог, описавший два подвида рябчика

6. T. b. griseonota Salomonsen, 1947. Подвид обитает на севере Швеции.
7. T. b. sibiricus Buturlin, 1916. Описан как подвид известным российским зоологом и теоретиком охоты С. А. Бутурлиным. Ареал отражён в латинском наименовании: sibiricus — сибирский. Кроме того, встречается на севере Монголии.
8. T. b. kolymensis Buturlin, 1916. Он, как и T. b. sibiricus, выделен С. А. Бутурлиным, который дал ему название по местам обитания (kolymensis — колымский). Хорошо обособленный подвид, отличающийся заметным развитием белого цвета на вершинах плечевых перьев, а также на внутреннем крае и вершине внутреннего опахала последних второстепенных маховых. Окончания этих перьев образуют широкую белую полосу. Белая полоса по бокам основания шеи также широкая и сливается спереди с белой оторочкой горлового пятна. Белые полосы на перьях груди шире, чем у других подвидов, а вершинные белые каймы перьев на нижней стороне тела настолько широки, что образуют почти сплошь белую поверхность брюха. В окраске верха тела у самцов преобладает серый цвет. Весьма характерный признак этого подвида также — короткие пальцы и оперённость плюсны почти до основания. Подвид населяет северо-восточную часть общего ареала рябчика, доходя к юго-западу до центральных частей Якутии.
9. T. b. amurensis Riley, 1916. Окраска верха тела самцов имеет значительную рыжеватую примесь. Маховые перья, оперение спины и горла также с заметным рыжим оттенком, белые пятна на вершинах плечевых перьев небольшие. Зоб также имеет охристый оттенок разной степени интенсивности. Рыжий и коричневый оттенок особенно хорошо выражен у птиц с юга Приморья. Размеры крупные. Ареал — Приморский край к северу примерно до 52° с. ш., Корейский полуостров, северо-восточная часть Маньчжурии.
10. T. b. yamashinai Momiyama, 1928. Птицы этого подвида по общему окрасу верхней части тела самцов близки предыдущему подвиду, но белого цвета в оперении заметно меньше — так, белая полоса на боках шеи не доходит до окаймления горлового пятна. Среди южных популяций попадаются особи с рыжеватым оттенком. Ареал этого подвида ограничен Сахалином.
11. T. b. vicinitas Riley, 1916. Хорошо обособленный подвид с узким ареалом — распространён только на японском острове Хоккайдо. Самцы по окраске верха близки колымскому подвиду T. b. kolymensis.

Различия между типовым и большинством других подвидов весьма незначительные и уверенное их определение требует тщательного осмотра птицы и сравнения с другими экземплярами.
Данные генетических исследований 2000-х годов говорят о филогенетической обособленности рябчика (а также рябчика Северцова) от других тетеревиных. Несмотря на это, изредка учёными всё-таки отмечались случаи гибридизации рябчика с другими тетеревиными птицами. Л. П. Сабанеев в 1877 году сообщал, что единственное известное ему чучело гибрида тетерева (Lyrurus tetrix) и рябчика находилось в Российской академии наук. Сабанееву также были известны помеси рябчика и белой куропатки (Lagopus lagopus), встречавшиеся в Олонецкой губернии у Водлозера. В начале 2020 года исследования ДНК необычных птенцов, обнаруженных в финской Лапландии, также показали, что это помесь рябчика и белой куропатки; в Финляндии этой был второй подобный случай — предыдущий был описан в 1855 году.

## Образ жизни

### Общая характеристика

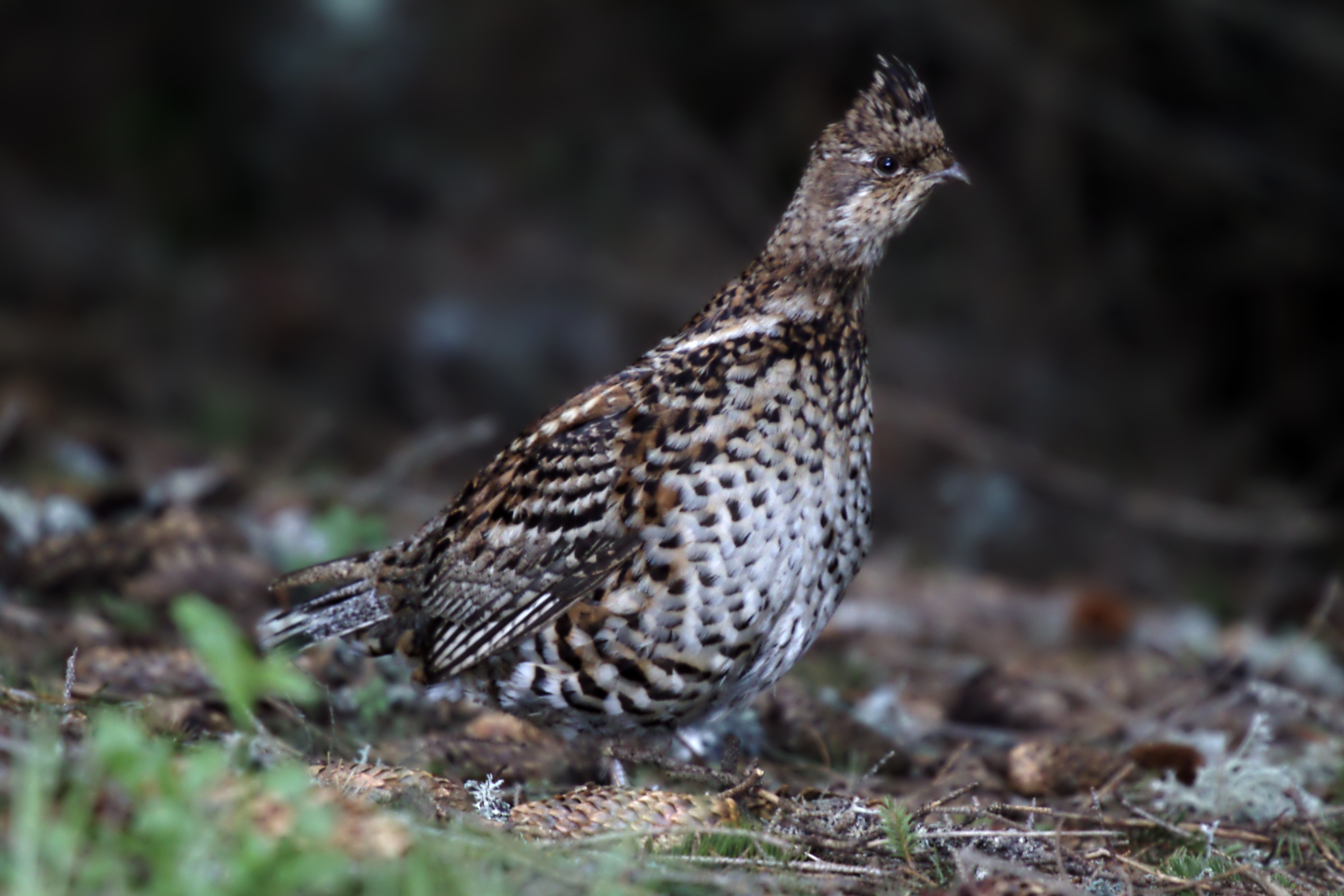
Насторожившийся рябчик (самка или молодой; румынские Карпаты)

В целом образ жизни рябчика схож с таковым у других северных тетеревиных, особенно тетерева. Это оседлая птица, не совершающая дальних перемещений и кочёвок. Рябчик редко поднимается к вершинам деревьев, предпочитая сидеть в нескольких метрах над землёй, обычно не выше половины высоты деревьев, выбирая толстые горизонтальные сучья. Он практически никогда не садится на вершины. Бо́льшую часть времени в тёплое время года рябчик проводит на земле.
Рябчик, подобно тетереву и глухарю, взлетает с громким шумом и хлопаньем крыльев, но летит беззвучно, держась на высоте середины деревьев. Вспугнутая птица обычно быстро делает поворот и скрывается в ветвях, затаиваясь. Для затаивания он предпочитает обычно хвойные деревья, чаще всего ель или пихту, но там где рябчик непуганый, он может затаиться даже на голой берёзе, где он хорошо заметен. Если рябчик знаком с человеком, он обычно очень осторожен — вспугнутый, улетает далеко, до 100 м, после чего крепко затаивается в густых еловых ветвях. Рябчик хорошо и быстро бегает по земле, быстро передвигаясь среди бурелома и зарослей. На бегу он слегка горбится, вытягивая голову и шею вперёд.
Подобно другим тетеревиным, рябчик часто купается в пыли и песке, освобождаясь таким образом от эктопаразитов и очищая перья. Место, где рябчик принимал пылевую ванну («порха́лище») имеет вид неглубокой овальной ямки размером примерно 18—20 × 6 см. Помимо пылевых ванн, рябчики весной также проводят интересную процедуру, связанную с уходом за оперением и очищением его от эктопаразитов, — купание в муравейниках (т. н. «муравле́ние»). Птицы забираются на только что оттаявшие муравейники, на которых начинают появляться муравьи, и, топорща перья, провоцируют нападение муравьёв, обрызгивающих перья птиц муравьиной кислотой.

### Питание

#### Общая характеристика питания
Как и другие тетеревиные, рябчик преимущественно растительноядная птица, хотя животные корма занимают в его рационе немаловажное место. Характерной особенностью питания рябчика является ярко выраженный сезонный характер его рациона. Ни у одной другой охотничьей птицы в фауне бывшего СССР нет столь сильного сезонного варьирования корма. Интересно, что слепые выросты кишок, в которых происходит ферментация проглоченного рябчиком растительного корма, в летнее время (когда в рационе преобладает животный и мягкий растительный корм) не функционируют. Зато они начинают действовать зимой, помогая птице усваивать грубый корм. Молодые птицы в первые дни жизни питаются преимущественно животным кормом — в основном насекомыми, а также муравьиными куколками («яйцами»), но очень скоро начинают поедать всё больше растительного корма — зелени травянистых растений и ягод.
Как и практически всем куриным, для нормального пищеварения рябчику необходимо заглатывать мелкие камешки, которые выполняют в желудке роль жерновов, измельчающих пищу (т. н. гастролиты). Птенцы рябчика уже с 10-дневного возраста начинают склёвывать песчинки и различные камешки из кварца, известняка и других минералов. Иногда вместо камешков в желудке рябчика обнаруживают твёрдые косточки черёмухи, семена шиповника и костяники. Наиболее активно рябчики собирают камешки в сентябре и октябре. В это время они часто встречаются на лесных дорогах, у обнажений почвы и вообще любых мест, где имеются россыпи камешков. Общая масса гастролитов в желудке птицы летом бывает 1,5—2,5 г, зимой же, когда требуется переваривать жёсткий корм — 3,5 г. По другим данным, количество гастролитов достигает пика к моменту перехода на зимний корм, затем несколько уменьшается.

#### Рацион в тёплое время года

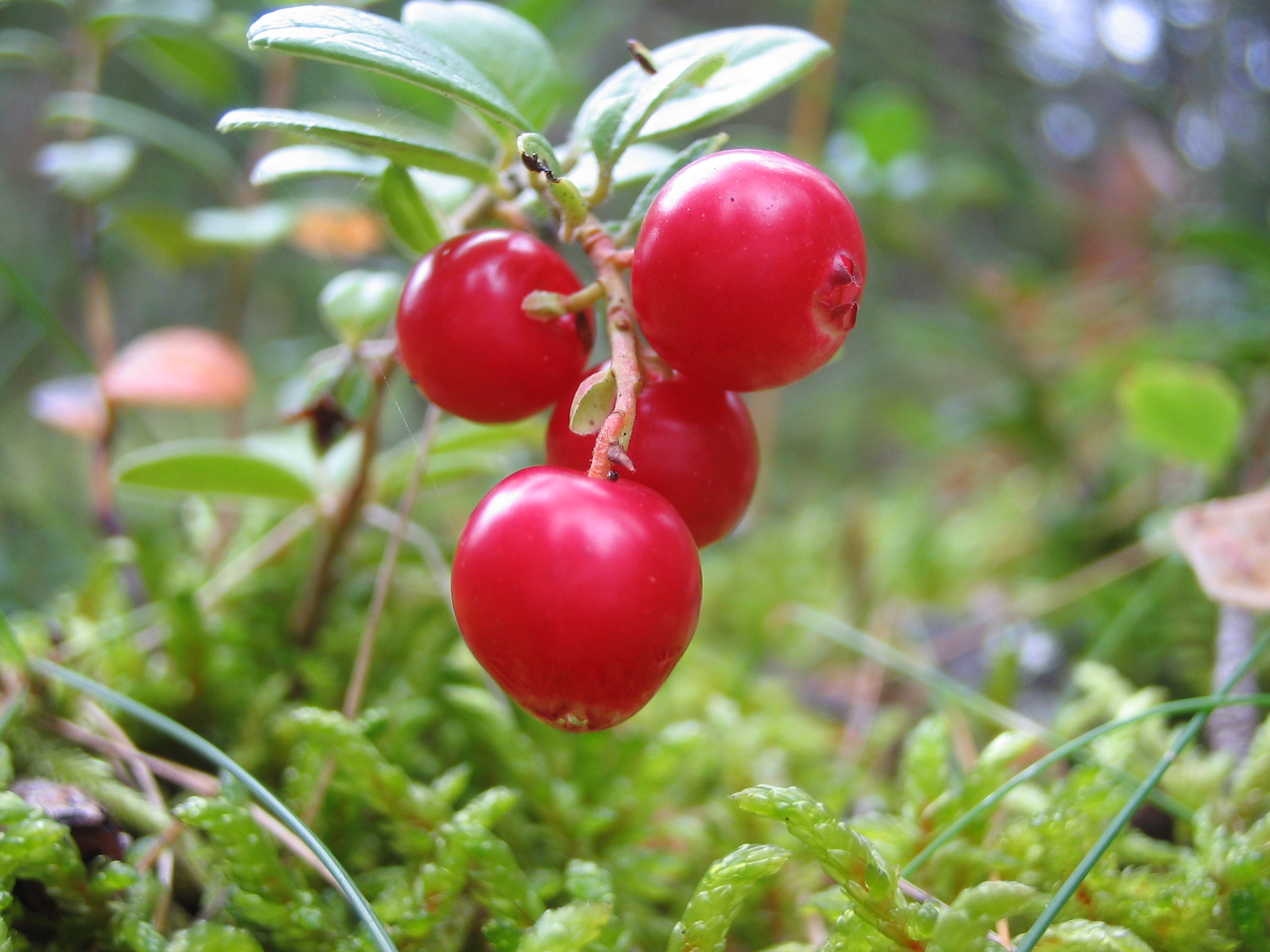
Ягоды брусники (Vaccínium vítis-idaéa), охотно поедаемые рябчиком в тёплое время

Весной после исчезновения снежного покрова и летом рябчик кормится больше на земле, поедая главным образом ягоды: землянику, чернику, бруснику, костянику и т. д., а также семена трав. Кроме того, употребляются в пищу насекомые и пауки, однако даже в разгар лета их доля в общем балансе обычно не превышает 5 %. Чем южнее обитает рябчик, тем более разнообразен потребляемый им животный корм, который может включать также муравьёв, слизней, жуков и прямокрылых.
В конце лета и осенью рябчик часто кормится плодами рябины. Согласно исследованиям, в весенний рацион рябчиков, обитающих на Алтае, входит 25 видов растений, в летний — 45, в уссурийской тайге — до 60 видов. При этом обычно наблюдается преобладание того или иного вида растений в зависимости от места обитания птицы и времени года. Так, в северо-восточном Алтае на первом месте стоят цветы и листья ветреницы алтайской (52 %), затем серёжки, почки и побеги берёзы повислой (23,8 %), но в этих же местах во время массового лёта лесного клопа осенью рябчики питаются только этими насекомыми. На юго-восточном Алтае в конце августа в исследованных желудках рябчиков попадались только плоды красной смородины, у птиц из окрестностей реки Каерлык в конце июня — исключительно семена бурачка. Рябчики охотно поедают кедровые орешки и в случае хорошего их урожая сильно прибавляют в весе. И напротив, при неурожае кедровых орешков численность рябчика обычно сокращается. В тех местах, где рябчик накапливает подкожный жир (исследования проводились в Центральной Сибири), жирность птиц напрямую зависит от урожая еловых шишек, семенами которых рябчик преимущественно питается в предзимний период.

#### Рацион поздней осенью и зимой
Переход на осенне-зимний рацион происходит одновременно с разбитием на пары. Он вызывается понижением температуры воздуха ниже 0 °C и удлинением ночи. На большей части ареала этот переход начинается задолго до установления снежного покрова, в средних широтах — уже в сентябре. Чем холоднее осень, тем быстрее происходит этот переход, который также может быть ускорен неурожаем ягод. Осенний и зимний корм рябчика — преимущественно серёжки и почки лиственных деревьев (в средней полосе России — берёзы и лесного ореха). Часто рябчик срывает мягкие кончики веток. Зимой, в морозы, почки и серёжки деревьев поедаются замёрзшими и оледеневшими. Из-за малопитательности зимнего корма рябчик вынужден поедать его в значительно большем количестве, чем летний корм. Содержимое зоба рябчиков в зимнее время в среднем составляет 30—40 г, иногда до 50 г, в то время как летом — 12—15 г. После зимней бескормицы хорошим подспорьем рябчикам служат семена, выпадающие из еловых шишек, раскрывающихся под лучами мартовского солнца.

### Размножение

#### Токование
Рябчики моногамны и территориальны. Ток у рябчиков начинается в конце марта — начале апреля, когда в снегу в лесу появляются первые проталины. Брачный период продолжается довольно долго — в центральной России, на Южном Урале и Алтае до середины мая, в печорской тайге — до середины июня, в уссурийской тайге — даже до начала июля. Сроки брачного периода, как и размножения вообще, у рябчика год от года сильно варьируются в зависимости от погоды. Указывается однако, что развитие гонад самцов не связано с погодными условиями и зависит исключительно от реакции организма птицы на продолжительность дня.
Токующий самец принимает характерные позы — распушает оперение, быстро бегает по земле и толстым ветвям, волоча раскрытые крылья и развернув хвост веером. При этом он издаёт характерный свист. В отличие от тетеревов, рябчики не собираются группами на токовище; каждый самец рябчика токует отдельно на собственном участке, изгоняя со своей территории появляющихся там других самцов. Самка, как правило, держится неподалёку и бежит на призывный свист самца, время от времени издавая более грубый и отрывистый посвист. При дальнейшем потеплении количество токующих птиц увеличивается, пары часто токуют вблизи одна от другой. В таких случаях происходят драки самцов. Самец в любом случае, услышав токовой свист другого самца, направляется к нему, чтобы вступить в драку. При этом он принимает характерную позу агрессии, поднимая перья, приподнимая полураскрытый хвост и вытягивая вперёд шею и голову, причём перья на подбородке у него стоят торчком, как на «бороде» у токующего самца глухаря.
В русской охотничьей литературе XIX века встречались красочные и точные описания брачного поведения рябчиков:
С первым проблеском утренней зари просыпается задорный самчик, с шумом вспархивает на елинку и заводит свою звонкую дискантовую трель. В глубине ельника отозвалась рябушка и этим отзывом привела в неистовый восторг супруга: он стремительно спускается с дерева на землю и, распустивши веером хвост, растопырив крылья, приподняв хохлик и весь как бы распушившись, стремится бегом на голос самки... Тут уже самчик яростно делает короткую трель, порывается и летит без остановки по направлению голоса, встречает рябушку и с азартом спаривается с нею; затем оба бегут вместе съесть несколько ягодок брусники, как-нибудь разъединяются, и самец вновь начинает пикать, приходит в прежний азарт, и возобновляются те же супружеские нежности. Для разнообразия картины нередко является случайно встретившийся соперник, и мирные сцены нарушаются ожесточённой дракой.
Во время тока самцы почти не едят и сильно худеют и теряют в весе; семенники их, напротив, сильно увеличиваются. Самки же, наоборот, в брачный период усиленно кормятся и достигают максимума весеннего веса к моменту кладки яиц.

#### Кладка яиц
Самка сооружает гнездо на земле (как и все фазановые), обычно под кустом или кучей валежника, где обнаружить его визуально весьма сложно. Л. П. Сабанеев сообщал[где?], что на Урале при целенаправленном поиске всего два раза находил гнездо рябчика, тогда как гнёзда глухарки — 15 раз. Пёстрая окраска самки, сидящей на яйцах, отлично маскирует её среди прошлогодней травы. Гнездо представляет собой небольшую ямку, выстланную сухой травой или листьями, диаметром 20—22 см и глубиной около 5 см. Кладка яиц происходит в середине или конце мая. В редких случаях гнездо рябчика можно обнаружить в покинутых гнёздах других птиц. Кладки рябчика находили в старом гнезде сойки, вороны, канюка.

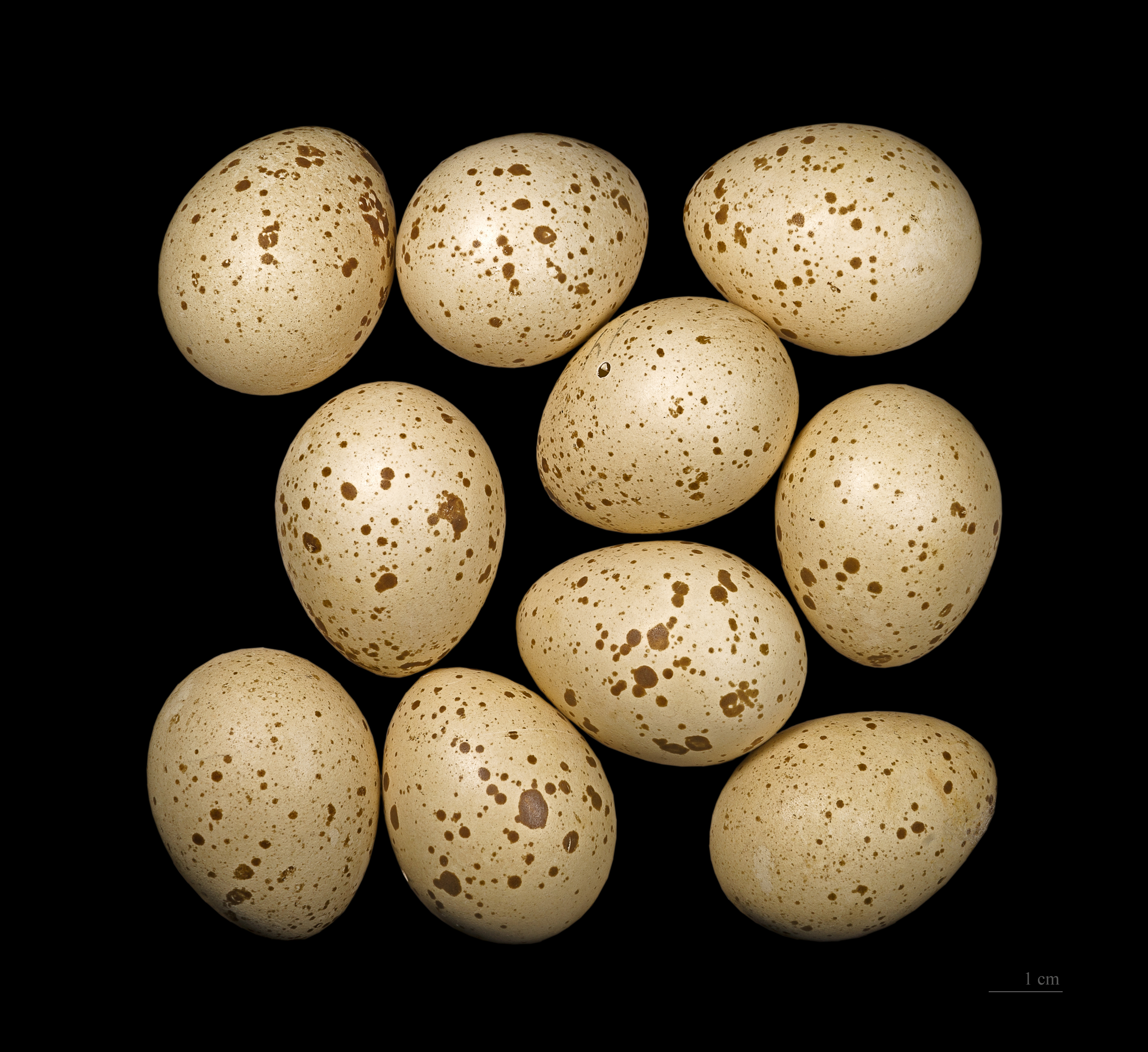
Яйца рябчика

Яйца рябчика гладкие, блестящие, цвет их буровато-жёлтый, с редкими красно-бурыми крапинами, которых иногда может не быть. Основной цвет также варьирует от светло-жёлтого до почти коричневого. Окраска яиц несколько блёкнет за время насиживания. В среднем кладка состоит из 3—14 яиц, чаще всего 7—9. В исключительных случаях гнездо может содержать до 20 яиц, что, по всей видимости, является результатом откладки двумя самками. Размеры яиц: 36—43 × 25—30 мм. Насиживание начинается после откладки последнего яйца и производится только самкой. Самец в это время держится поблизости от гнезда. Насиживание длится 21 день, по другим данным, оно может продолжаться и 25—27 дней. Самка сидит на гнезде настолько плотно, что иногда позволяет человеку дотронуться до себя. Будучи спугнутой, она старается отвести врага от гнезда, большей частью перебежкой по земле.

#### Развитие выводка
Птенцы рябчика, как это характерно для всего отряда куриных, выводкового типа, то есть выходят из яиц уже покрытые пухом и могут бегать сразу после того, как обсохнут под крыльями матери. Они более теплолюбивы, чем птенцы, например, глухаря, и в первые дни уже через 5—6 минут после кормёжки им требуется обогрев со стороны матери. На второй день самка уводит их на светлые травянистые лужайки и опушки, где птенцы находят мелких насекомых и гусениц, составляющих основную их пищу в первые дни. Известно, что самка помогает птенцам кормиться муравьиными яйцами, выкапывая их из муравейников. Птенцы кормятся утром и вечером, остальную часть дня проводя скрытно, прячась в густой поросли или валежнике.
Выводки с пуховыми птенцами в большинстве районов ареала наблюдаются в первой половине июня, на севере и в верхних поясах гор — во второй половине июня и даже в начале июля. Некоторые источники сообщали, что роль самца в воспитании потомства не была прояснена, хотя в целом авторы сходятся на том, что самец не принимает участия в выращивании выводка, но постоянно находится неподалёку, как и во время насиживания. С другой стороны, известный натуралист М. А. Мензбир сообщал, что в случае гибели самки самец может брать на себя заботу о потомстве, охраняя выводок и собирая птенцов голосовыми сигналами, которые обычно подаёт самка.

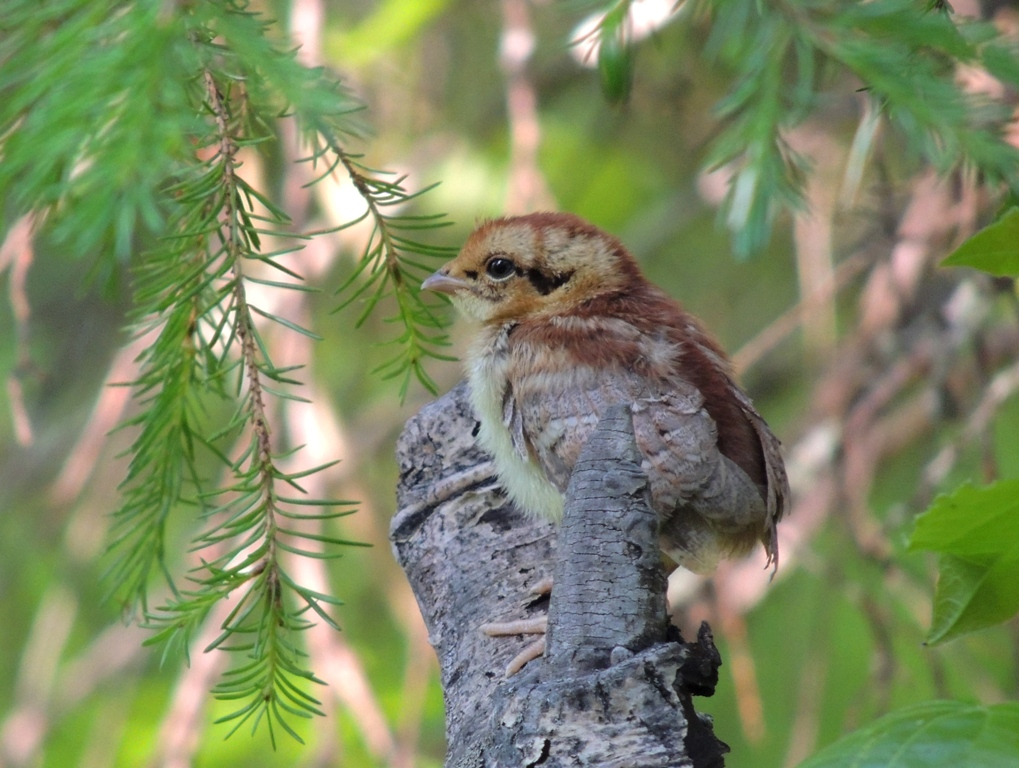
Лётный птенец рябчика

В первые дни птенцы рябчика растут медленно, но зато быстро оперяются. На 4—5-й день они уже пробуют перепархивать, а к 10—11-му дню способны взлетать на деревья. Некоторые авторы указывают, что садиться на ветки птенцы могут уже в 7 дней. В этом возрасте молодь достигает размера воробья. После этого птенцы начинают быстро прибавлять в весе. Если в 10-дневном возрасте они весят в среднем около 10 г, то к концу второй декады вес увеличивается примерно до 40 г, четвёртой — 200 г, пятой — 250 г, шестой — 325 г. В последние две декады юношеский перовой наряд заменяется нарядом взрослых. В двухмесячном возрасте молодые достигают величины взрослых (это бывает в районах с умеренным климатом обычно к концу августа) и отличаются от них лишь перьями юношеского наряда на голове. Вскоре линька заканчивается полностью, после чего выводки распадаются, и молодые начинают вести самостоятельный образ жизни. В районах с холодным климатом все указанные сроки смещены на более позднее время; это же касается и рябчиков в горной местности.

### Зимний образ жизни

#### Особенности зимнего поведения
Зимой рябчики ведут строго оседлый образ жизни и, хотя и продолжают занимать прежние индивидуальные участки, перемещаются очень мало. Часто они помногу дней проводят на одном участке, ограниченном небольшой поляной или группой деревьев. Они держатся преимущественно парами, на которые разбиваются ещё осенью, реже в местах обилия кормёжки — группами по 5—10 особей.

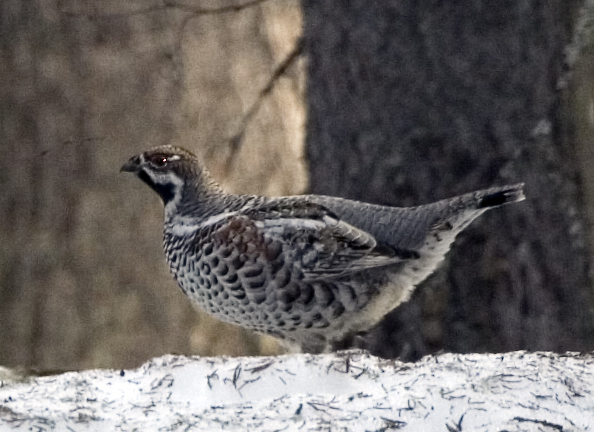
Рябчик на снегу (Финляндия)

Рябчик хорошо приспособлен к суровым зимам. Его зимнее перо намного плотнее летнего и хорошо защищает от мороза. Вызвано это, в первую очередь, особой «двойной» структурой зимнего наряда — каждое перо, в отличие от летнего, имеет, помимо основного стержня, ещё и дополнительный, с развитым опахалом. Зимой у рябчика плюсна ноги полностью покрывается перьями, почти скрывающими задний палец. На боковых сторонах пальцев к зиме появляются особые удлинённые выросты роговых чешуек, что увеличивает площадь опоры при ходьбе птицы по снегу (все эти признаки характерны и для других северных тетеревиных). Однако несмотря на хорошую приспособленность к морозному и снежному климату, рябчик в суровые зимы сильно страдает от холода и бескормицы.
В холода рябчики ведут крайне малоподвижный образ жизни, стараясь летать как можно меньше. Они кормятся исключительно на деревьях, спускаясь на землю обычно только, чтобы зарыться в снег. Если в сильные холода птицы не зарываются, то ночуют на ветвях ели, выбирая наиболее густые и плотные ветки.

#### Зарывание в снег
При наличии достаточно толстого снежного покрова рябчики, подобно тетеревам, ночуют в снегу. Это имеет важнейшее значение и как способ спастись от холода, так и как укрытие от хищников. Кроме того, рябчику, поевшему замёрзших берёзовых почек или серёжек, необходимо как можно скорее начать оттаивать их в зобу теплом своего тела, что требует значительных затрат энергии, которые птица не может позволить, сидя на открытом воздухе. Поэтому зимой рябчики обычно ныряют в снег непосредственно с тех деревьев, на которых кормились, сразу по окончании жировки. Рябчики укрываются в снегу, когда его глубина достигает 15 см. В рыхлый пушистый снег птицы ныряют прямо с деревьев, в более плотном роют лунку, состоящую из собственно лунки на глубине 15—20 см и снежного хода, ведущего к ней. Длина хода нередко бывает более 1 м, сообщалось даже о 4-метровых ходах. Обычно рябчики зимуют парами, реже стайками; их лунки обычно расположены на расстоянии от 2 до 5—8 м одна от другой.
Нырнув, птица проминает снег тяжестью тела, а затем начинает рыть. При рытье хода рябчик через каждые 15—25 см пробивает снежный потолок и осматривается. Иногда птица делает до 5—7 таких сторожевых отверстий, прежде чем устроится на ночлег. Рябчик роет снег сначала ногами, а затем боковыми движениями крыльев, отчего к концу зимы перья у него на боках и шее оказываются заметно стёртыми из-за постоянного трения о снег. Форма снежного хода может быть самой разнообразной: подковой, прямолинейная, зигзагом. В случае сильного холода, особенно в январе — феврале, рябчики зарываются в снег даже днём. Иногда они проводят в снегу по 18—19 часов в сутки. Отмечалось, что птицы могут находиться в снегу даже 23 часа в сутки, ограничиваясь лишь одним вылетом на кормёжку. Рябчик предпочитает нырять в снег практически в одном и том же месте. Зимой это место довольно легко можно обнаружить по оставленным птицей вокруг кучкам помёта, которых рябчик за зиму может сделать вокруг своей спальной норы до 180.
Закончив рытье норы, рябчик движениями головы забивает вход снегом. Температура в спальной норе рябчика в снегу держится на уровне −4…−5 °C и мало зависит от внешних факторов. Если она начинает повышаться, птица головой пробивает в потолке отверстие, и температура понижается. Интересно, что стенки норы никогда не обледеневают и не обтаивают. При температуре около 0 °C рябчик в снег не зарывается, а зарывшаяся птица при потеплении выше 0 °C покидает нору, поскольку нахождение в снегу в этом случае грозит намоканием оперения.

## Естественные враги

### Враги в животном мире и паразиты
В природе у рябчика много врагов как среди птиц, так и среди млекопитающих. Рябчиков поедают практически все хищники, которые способны справиться с этой небольшой птицей, почти не имеющей средств самозащиты, — лисица, рысь, зверьки из семейства куньих (куница, горностай, соболь и др.), различные совы, ястребы. Зимой способность рябчика зарываться в снег спасает его в основном от нападений пернатых хищников, но четвероногие хищники (прежде всего куньи) нередко достают рябчиков из-под снега. Спасительным фактором для рябчика при нападении хищного зверька зимой бывает большая длина подснежного хода, которая не даёт хищнику добраться до птицы сразу, давая ей время заметить опасность и улететь.
Исследования на Алтае показали, что рост численности соболя приводил к падению поголовья рябчиков. Во всяком случае, соболь относится к наиболее активным истребителям рябчиков — в ряде мест Сибири до 80 % рябчиков, погибших по естественным причинам, приходится на нападения соболя. Один соболь может за зиму съесть до 25 рябчиков, причём зверёк при наличии выбора предпочитает рябчика всякой другой птице. Столь же опасный враг — куница, которая часто даже делает запасы из задавленных ею рябчиков.

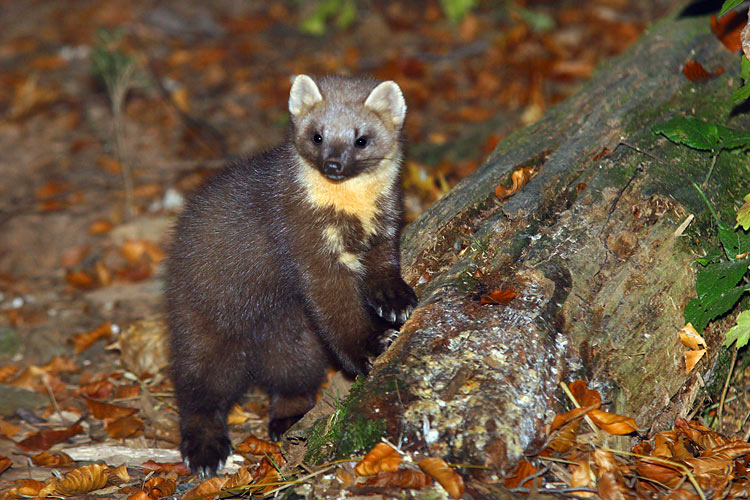
Лесная куница (Martes martes) — один из опаснейших естественных врагов рябчика

Чрезвычайно опасным врагом является кабан — несмотря на то, что он не может поймать взрослых птиц, он охотно поедает яйца рябчика, легко находя гнёзда даже в самых труднодоступных местах. В 1976 году было подсчитано, что кабаны уничтожают свыше 30 % кладок рябчика (и в целом до 80 % кладок тетеревиных птиц). Поэтому там, где кабана много, рябчик никогда не встречается в большом числе. Давно подмечено, что рост численности кабана в ряде районов Средней полосы России как правило приводил к сильному падению количества рябчика. Специальные наблюдения в нескольких охотничьих хозяйствах подтвердили эту взаимосвязь.
Как и большинство куриных, рябчик весьма сильно страдает от глистных инвазий; в целом среди паразитов рябчика описано 14 видов гельминтов. Различные эпизоотии могут наносить значительный ущерб поголовью рябчика, особенно если численность птиц высока (например, в долинных ельниках Приамурья плотность рябчиков может достигать 114—120 особей на 100 гектаров). Перенаселённость угодий рябчиком часто приводит к массовой гибели этих птиц не только от болезней, но и от бескормицы.

### Гибель по иным причинам
Как и для тетеревов, для рябчиков весьма пагубным может быть образование зимой на снегу ледяной корки (наста) — из-за этого птицы часто оказываются неспособны зарываться в снег и остаются ночевать на холоде, погибая от переохлаждения. Это может иногда оказывать заметное влияние на численность рябчиков. Изредка случается, что очень толстый наст, образовавшийся во время нахождения птиц под снегом (например, при резких перепадах температуры или в случае «ледяного дождя»), не позволяет им вылететь наружу, обрекая на гибель. Такая массовая гибель рябчиков произошла, например, в Красноярском крае зимой 1985—1986 годов, когда ситуацию усугубила ещё и холодная весна, погубившая много птенцов — численность этих птиц в некоторых районах снизилась в восемь раз. Восстановилось поголовье только к 1995 году. Опасны также могут быть лесные пожары. Сообщалось, что поголовью рябчика был нанесён серьёзный ущерб во время торфяных пожаров в России летом 2010 года.
Велика смертность молодняка по различным причинам, не связанным с воздействием хищников, хотя смертность зародышей и невылупившихся птенцов у рябчика, в отличие, например, от глухаря, не обнаружена. По наблюдениям, в уссурийской тайге в отдельные годы в течение первых двух месяцев жизни гибнет от 23 до 56 % птенцов, причём 20—25 % — в первые дни. Исследования в Ленинградской области показали, что до августа доживает лишь около трети птенцов. Помимо хищников и болезней, важной причиной гибели птенцов являются холода.

## Статус популяции и угрозы
Одним из наиболее важных негативных факторов, влияющих на поголовье рябчиков, является беспокойство, причиняемое этим птицам людьми в густонаселённых районах. Особенно сильно этот фактор сказывается летом, когда вспугнутые людьми выводки не могут вновь собраться вместе, что приводит к гибели птенцов. Это, вероятно, основная причина исчезновения рябчика в окрестностях крупных городов, хотя, например, ещё в 1960-х годах рябчики встречались в непосредственной близости от Ленинграда, в Охтинском лесопарке. Столь же неблагоприятным образом сказывается вырубка леса и окультуривание лесных участков в местах обитания рябчика. По этим причинам рябчик полностью исчез с территории Москвы, где он до конца 1970-х и начала 1980-х годов встречался в Лосином Острове и в Серебряном Бору. В частности, в данном случае сыграли отрицательную роль ликвидация последних участков старого леса таёжного типа и характерная для городских условий естественная трансформация ельников и сосняков в широколиственный лес, где рябчик обитать не может. Сказалось также ухудшение кормовых условий в связи с деградацией ягодников, исчезновением рыжих лесных муравьёв.
С другой стороны, в странах бывшего СССР и, прежде всего, России, в постсоветское время отмечен заметный рост поголовья рябчиков. Это вызвано целым рядом причин, среди которых одна из главных — прекращение массового коммерческого промысла. Любительская же охота, при которой в средней полосе сложно добыть за день больше 2—3 птиц, не подрывает их поголовья. По некоторым данным, количество рябчиков в России выросло очень значительно — к примеру, в Московской области с 2000 по 2007 год на 265 %.
Охранный статус рябчика в Международной Красной книге значится как находящийся под наименьшей угрозой (англ. least concern). Специалисты Международного союза охраны природы оценивают общее поголовье половозрелых рябчиков в 9—20 млн птиц, из которых на европейскую часть ареала приходится 4,01—6,96 млн. Бо́льшая часть мирового поголовья рябчика сосредоточена в России. В 12 странах Европейского союза поголовье весьма невелико: около 15 тыс. гнездящихся пар, по данным на 2000 год. Основу европейской популяции составляют рябчики, обитающие в европейской части бывшего СССР и Скандинавии. Несмотря на то, что в 1970-х — 2000-х годах в некоторых европейских странах, особенно Финляндии, наблюдалось снижение численности рябчиков, общая популяция осталась примерно без изменений, в значительной степени благодаря росту численности рябчиков в России в этот период. Огромная протяжённость ареала рябчика при этом является фактором, способствующим устойчивости его популяции к внешним воздействиям.
Чрезмерная добыча рябчиков охотниками называется в числе главных факторов, снижающих численность популяции, но это сказывается, видимо, там, где сохраняется массовый коммерческий лов рябчиков промышленными способами (с помощью ловушек). Отмечается браконьерская добыча рябчика, но она нигде не оказывает заметного воздействия на динамику его численности. Негативный эффект в случае чрезмерного промысла усугубляется тем, что рябчики занимают строго определённый индивидуальный участок обитания — если выводок оказывается выбит в том или ином месте, рябчики там не появляются очень долго.

## Рябчик в культуре

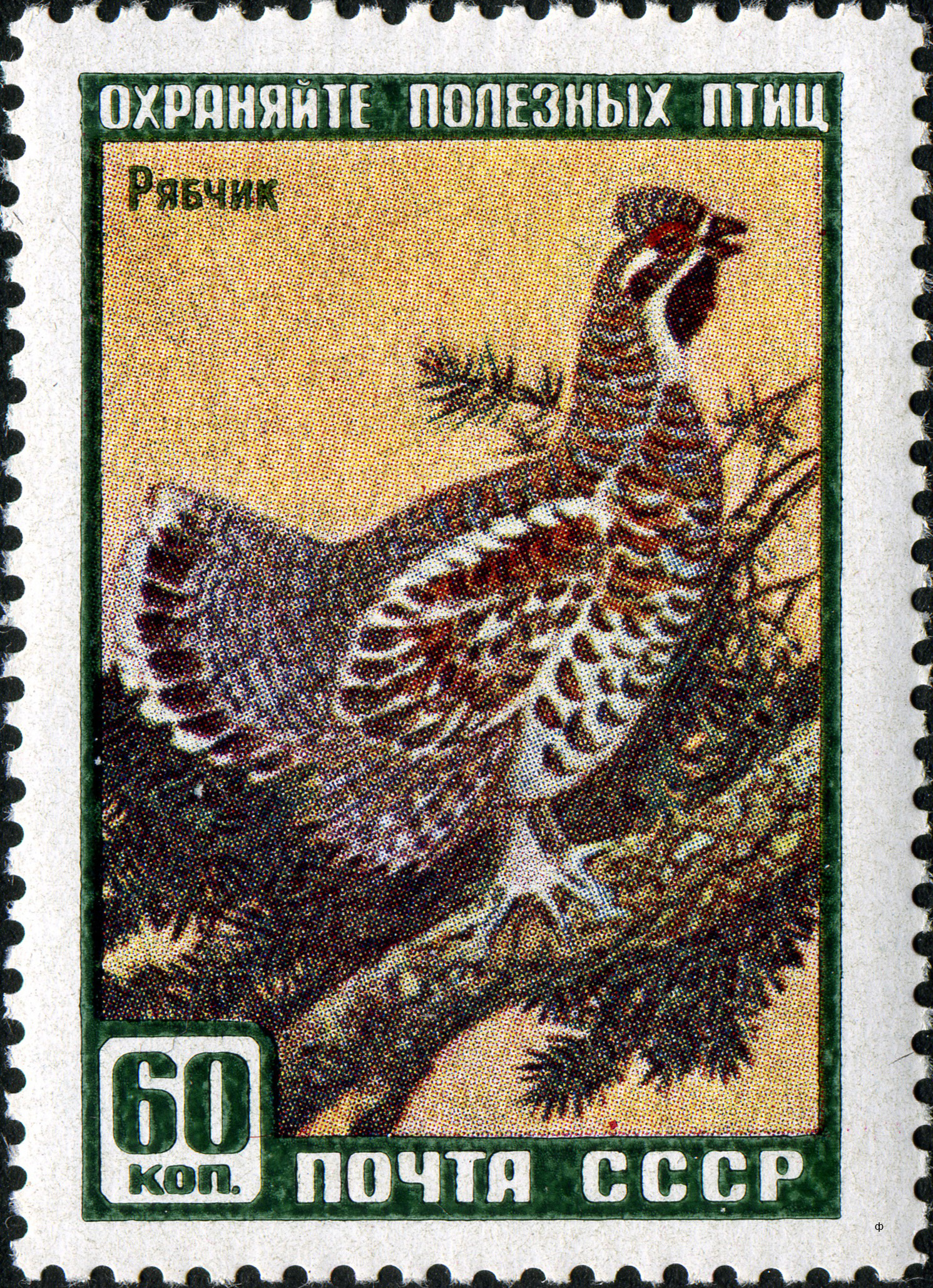
Почтовая марка 1959 год

В некоторых местах русского севера с рябчиком в прошлом был связан ряд поверий и легенд. Одну из них приводил в 1877 году Л. П. Сабанеев:
По мнению промышленников, рябчик в прежние времена «живал большой» и в старые годы был больше глухаря, но как-то раз шёл лесом святой человек, что жил один в лесу и спасался. Богу ли идучи он молился али так задумался, а рябок вспорхнул да испугал святого человека; вот в те поры бог и наказал его — сократил росту, повелел рябку быть малой птицей, чтобы летаючи шуму делал меньше, да и не пугал людей.
С рябчиком также связаны некоторые народные приметы, относящиеся к погоде. Считалось, что если в оттепель рябчик собирается ночевать на еловой ветке — к морозу. Если рябчик устраивается на ночлег в снегу на полянах — ночь предстоит тихая и морозная.
В литературе рябчики фигурировали преимущественно как ценная дичь и изысканный деликатес, употреблявшийся высшими классами общества. Рябчики упомянуты в таком контексте в известной сатирической сказке М. Е. Салтыкова-Щедрина «Повесть о том, как один мужик двух генералов прокормил». В этом произведении голодному генералу мерещится привычная ему пища:
Рябчики, индейки, поросята так и мелькали перед глазами, сочные, слегка подрумяненные, с огурцами, пикулями и другим салатом.
Мужик же, который оказался вынужден кормить генералов, «из собственных волос сделал силок и поймал рябчика».
Одно из наиболее известных упоминаний рябчиков в литературе содержится в поэме В. В. Маяковского «Владимир Ильич Ленин»:
Ешь ананасы, рябчиков жуй.

День твой последний приходит, буржуй.
Маяковский писал, что сочинил это двустишие ещё до Октябрьской революции, сидя в петроградском кафе «Привал комедиантов», и оно стало его любимым стихом. По его словам, петербургские газеты первых дней Октября писали, что матросы шли на Зимний, напевая какую-то песенку «Ешь ананасы и т. д.».
О рябчиках много писали авторы охотничьих произведений и натуралисты-популяризаторы, например известный советский зоолог В. В. Бианки (рассказ «Рябчики»).
«Рябчиком» на одесском жаргоне, а также на уголовном жаргоне называется флотская тельняшка.

## Рябчик как объект охоты
Благодаря вкусному мясу рябчик исстари являлся одной из наиболее важных охотничьих птиц. В старину большое количество рябчиков потреблялось у мест добычи. Рябчики занимали важное место в рационе жителей лесных районов. Мясо рябчика белое, что отличает его от мяса других тетеревиных, и нежирное, кроме того ему обычно присущи лёгкая горечь и своеобразный смолистый аромат, высоко ценимые гурманами (особенно сильно это выражено у птиц, питающихся сосновой хвоей). Поэтому рябчик традиционно считается деликатесной дичью.
В прошлом в странах с высокой численностью рябчика существовал его лов в промышленных масштабах для оптовых поставок на рынок крупных городов. В России и в дореволюционное время, и в 1930-х — 1960-х годах он занимал первое место среди боровой дичи в промысловых заготовках, будучи добываем в значительно большем количестве, чем белая куропатка, глухарь и тетерев. Он также занимал первое место в поставках дичи за рубеж. Ружейная промысловая охота проводилась обычно или нагоном (загонщики выпугивали птиц на стрелков), или с собакой (обычно лайкой), которая обнаруживала рябчика на дереве и облаивала его; при этом птица не улетала, направляя всё внимание на собаку и следя за ней, позволяя охотнику подойти на выстрел.
Однако в массовом количестве рябчик добывался не столько с помощью ружья, сколько с применением разнообразных самоловов — петель или стационарных деревянных ловушек. Для ловли рябчиков использовались «слопцы́», «давилки», «пасти», изготовлявшиеся на месте из подручного материала и служившие иногда по нескольку сезонов подряд. Каждый промысловик ставил десятки таких ловушек и затем регулярно обходил их. Рябчиков ловили также зимой сетями, накрывая сетью места, где птицы зарывались в снег. В местах с высокой плотностью поголовья рябчиков такая охота позволяла одному охотнику добывать за сезон (осень — зима) часто свыше двухсот птиц. При этом в руки промысловика попадало меньше половины, а часто всего лишь около трети пойманных птиц — остальные или портились в ловушках, или растаскивались хищниками, или ускользали и затем погибали от ран, что, конечно, с течением времени всё сильнее подрывало их поголовье.

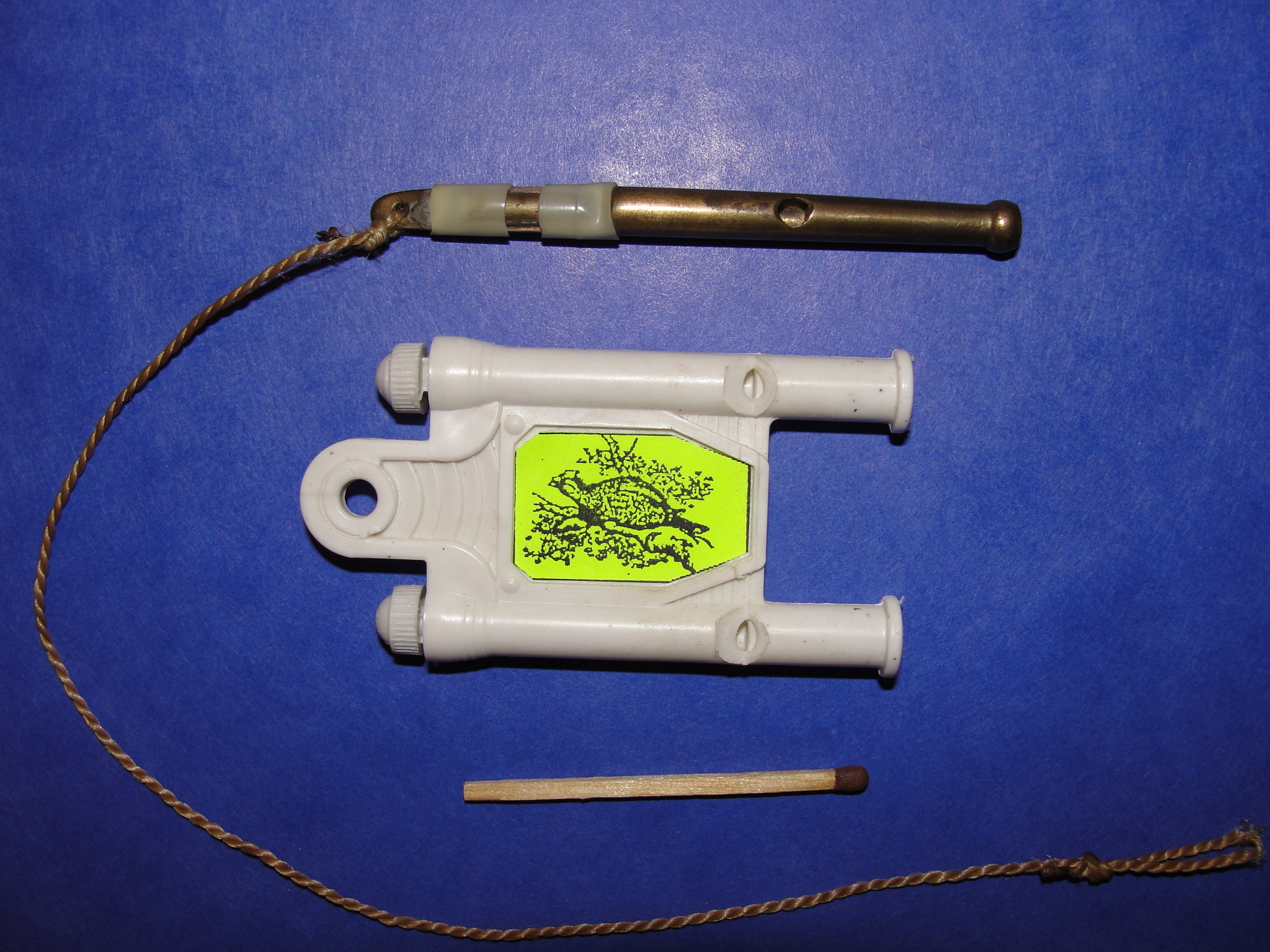
Манки на рябчика (внизу — промышленного изготовления, сверху — самодельный из медной трубочки

С прекращением масштабных коммерческих заготовок рябчик сохранил значение как популярный объект спортивной любительской охоты (в России рябчик относится к т. н. борово́й дичи). Охота проводится только осенью, весенняя охота на рябчика в странах Европы и в России запрещена. Чаще всего в настоящее время на рябчика охотятся с ружьём с помощью манка, подражая свисту самца или самки. Рябчик идёт на манок практически в любое время светового дня, но в случае перепада погоды или сильного ветра может на него не отзываться. Такая охота требует весьма хорошего навыка, поскольку важно изобразить свист рябчика с большой точностью, иначе птица не подлетит. Кроме того, необходимо во время манки затаиваться совершенно неподвижно. Если рябчик не видит человека, он может подлететь к нему или подбежать по земле буквально вплотную (подбегающего рябчика особенно хорошо слышно во время листопада, когда птица шуршит опавшей листвой). Данный вид охоты считается одним из наиболее интересных и азартных, хотя он редко бывает добычлив — за день редко удаётся добыть больше 2—3 птиц. Сохранила некоторое распространение и охота с лайкой, и охота нагоном. С манком и собакой охотники-любители стреляют рябчиков в России, Прибалтике, Скандинавии. Любительская охота на рябчика популярна также и в Японии, однако в этой стране добыча рябчика из-за резкого сокращения его поголовья сократилась в 10 раз — с 50 тыс. голов в 1960-е годах до 5 тыс. в 1990-х годах.
Содержание рябчика в неволе сложно и трудоёмко, несмотря на то, что в домашних условиях птенцы рябчика могут быть выращены до взрослого состояния.